# سكوت كيلمان
سكوت كيلمان هو لاعب هوكي الجليد كندي، ولد في 7 مايو 1981 في وينيبيغ في كندا.

## وصلات خارجية
- سكوت كيلمان على موقع دوري الهوكي الوطني (الإنجليزية)
- سكوت كيلمان على موقع EliteProspects.com (الإنجليزية)
- سكوت كيلمان على موقع HockeyDB.com (الإنجليزية)